# Dolnji Vrh
Dolnji Vrh – wieś w Słowenii, w gminie Šmartno pri Litiji. W 2018 roku liczyła 45 mieszkańców.